# Ian Stuart Donaldson
Ian Stuart Donaldson (Poulton-le-Fylde, 11 agosto 1957 – Derbyshire, 24 settembre 1993) è stato un musicista e cantante britannico.
Era il frontman degli Skrewdriver, un gruppo musicale punk rock britannico che in seguito divenne una band inneggiante al White Power. Fondatore del gruppo politico nazista Blood & Honour. Era nato a Lancashire, Regno Unito, e cresciuto a Poulton-le-Fylde. Morì il 24 settembre 1993 a causa di lesioni derivanti da un incidente d'auto la notte prima nel Derbyshire.